# Bryum mildeanum
Bryum mildeanum ist ein Moos aus der Gattung der Birnmoose (Bryum). Die Art gehört zur Artengruppe des Bryum alpinum.

## Merkmale
Die Pflanzen sind gelbgrün. Die Blätter sind zugespitzt. Die Rippe tritt als kurze Stachelspitze aus. Die oberen Laminazellen sind rhombisch und unverdickt. Die unteren Laminazellen sind annähernd quadratisch. 

## Vorkommen
Die Art kommt in Europa und Vorderasien vor. Sie wächst auf feuchten, kalkfreien Felsen und auf Sand in den Mittelgebirgen. Sie ist selten.

## Belege
- Jan-Peter Frahm, Wolfgang Frey: Moosflora (= UTB. 1250). 4., neubearbeitete und erweiterte Auflage. Ulmer, Stuttgart 2004, ISBN 3-8252-1250-5.